# Aberdour
Aberdour (en gaélico Obar Dobhair) es un pequeño pueblo histórico y pintoresco en la costa sur de Fife, Escocia. Está situado en la orilla norte del Fiordo de Forth, orientado hacia el sur, hacia la isla de Inchcolm y su abadía, así como hacia Leith y Edimburgo. La sinuosa calle principal del pueblo se extiende un poco tierra adentro desde la costa. De ella parten calles estrechas que permiten el acceso a otras zonas de la población y también a la costa. Aberdour se sitúa entre dos poblaciones costeras mayores, Burntisland al este y Dalgety Bay al oeste.
Durante gran parte de su historia, lo que ahora es Aberdour fueron dos pueblos, Wester Aberdour y Easter Aberdour. Aunque esta distinción se volvió menos clara con la llegada del ferrocarril en el siglo XIX, es aún visible.
- Datos: Q2014221
- Multimedia: Aberdour / Q2014221